# 81790 Lewislove
81790 Lewislove è un asteroide della fascia principale. Scoperto nel 2000, presenta un'orbita caratterizzata da un semiasse maggiore pari a 2,6242474 UA e da un'eccentricità di 0,0147819, inclinata di 0,72218° rispetto all'eclittica.
L'asteroide è dedicato a Lewis E. Love, professore di scienze dello scopritore alla Great Neck North High School.